# Trochalus zuluanus
Trochalus zuluanus är en skalbaggsart som beskrevs av Moser 1921. Trochalus zuluanus ingår i släktet Trochalus och familjen Melolonthidae. Inga underarter finns listade i Catalogue of Life.